# Muslimanska svijest
Muslimanska svijest bile su novine iz Sarajeva. Višegodišnji urednik bio je Munir Ekremov Šahinović. Do 1941. izlazile su u Sarajevu kao Muslimanska svijest, a od 1941. u Banjoj Luci do 1943. kao Hrvatska svijest.